# Dame en dienstbode
Dame en dienstbode is een schilderij uit 1666-1667 van de Delftse kunstschilder Johannes Vermeer (1632-1675). Het werk is in het bezit van de Frick Collection in New York, net als De soldaat en het lachende meisje en Onderbreking van de muziek.

## Beschrijving
In dit schilderij komen een aantal kenmerkende elementen in het werk van Vermeer terug: een zorgvuldige compositie, zijn favoriete kleuren: het blauw van het zijden tafelkleed en het geel van het satijnen overjasje, (ditmaal tegen een donkere achtergrond), vrouwen in een huiselijke omgeving, brieven, een overdaad aan parels en de subtiele wijze waarop het binnenvallende licht gebruikt wordt om de aandacht op belangrijke aspecten in de compositie te vestigen, zoals de helderwitte brief en het gezicht van de dame, en weerspiegeld wordt in de parels van de dame en het glas- en zilverwerk op tafel.
Vermeer weet in het schilderij een verstild dramatisch moment te vangen. De schrijvende dame wordt onderbroken door de dienstbode met een net aangekomen brief, wellicht een liefdesbrief. Haar reactie is echter bezorgd, tot uiting gebracht door de wijze waarop ze haar vingertoppen naar de kin brengt, haar licht geopende mond en haar peinzende blik in de richting van de brief, waarbij de schilder de ogen van de dame echter verborgen houdt voor de toeschouwer. De dienstmeid heeft kennelijk net iets gezegd en leunt voorover, de dame emotioneel ondersteunend. Johannes Vermeer geeft echter geen aanwijzingen voor de achtergrond of de uitkomst van de gebeurtenis, maar focust op het moment zelf, de kijker achterlatend met de vragen.

## Eigenaren

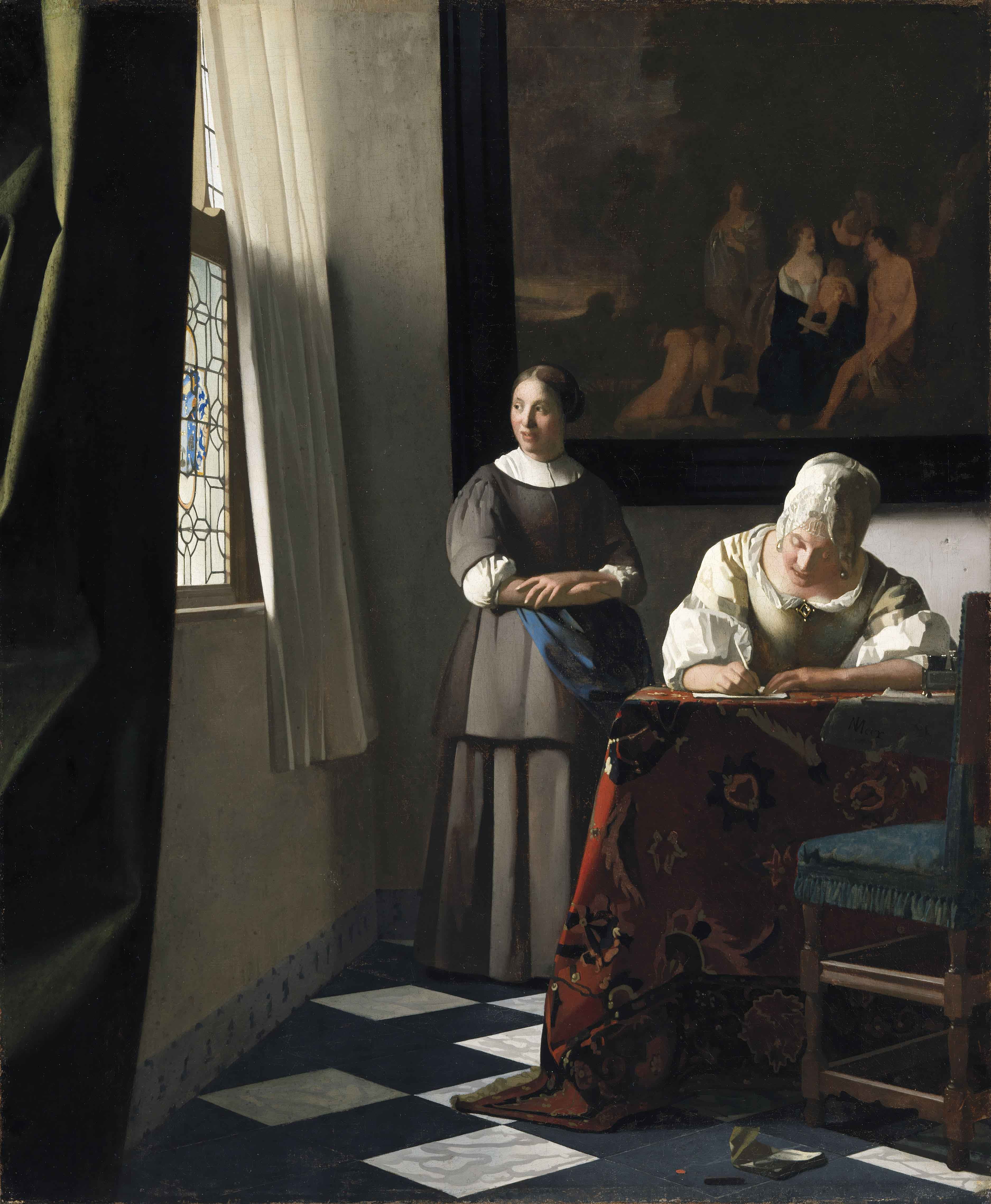
Schrijvende vrouw met dienstbode

Na de dood van Vermeer in 1675 komt Dame en dienstbode in handen van zijn mecenas Pieter van Ruijven. Uit de nalatenschap van diens schoonzoon Jacob Dissius werden op 16 mei 1696 eenentwintig Vermeers geveild in Amsterdam. Nummer 7, Een Juffrouw die door een Meyd een brief gebragt word, van dito, bracht zeventig gulden op. Dame en dienstbode duikt begin negentiende eeuw weer op in Parijs, om vervolgens in Frankrijk een aantal malen van eigenaar te verwisselen. De Amerikaanse staalmagnaat en kunstverzamelaar Henry Clay Frick (1849-1919) kocht het schilderij in 1919, vlak voor zijn dood. Dame en dienstbode maakt deel uit van de Frick Collection in New York.
Diana en haar nimfen · Christus in het huis van Martha en Maria · De koppelaarster · Slapend meisje · Brieflezend meisje bij het venster · Het straatje · De soldaat en het lachende meisje · Het melkmeisje · Het glas wijn · Dame en twee heren · Onderbreking van de muziek · Gezicht op Delft · De muziekles · Brieflezende vrouw in het blauw · Vrouw met weegschaal · Vrouw met waterkan · De luitspeelster · Vrouw met parelsnoer · Schrijvende vrouw in het geel · Meisje met de rode hoed · Meisje met de parel · Het concert · Allegorie op de schilderkunst · Meisjeskopje · Dame en dienstbode · De astronoom · De geograaf · De kantwerkster · De liefdesbrief · De gitaarspeelster · Schrijvende vrouw met dienstbode · Allegorie op het geloof · Staande virginaalspeelster · Zittende virginaalspeelster
Omstreden toeschrijvingen: Sint Praxedis · Zittende vrouw aan het virginaal · Meisje met de fluit